# Барчхойотарский сельсовет
Сельсовет Барчхойотарский — муниципальное образование со статусом сельского поселения и административно-территориальная единица (бывший Дучинский сельсовет) в Новолакском районе Дагестана Российской Федерации.
Административный центр — село Зориотар (бывшее Дучи).

## История
Статус и границы сельского поселения сельсовет «Дучинский» установлены Законом Республики Дагестан от 13 января 2005 года № 6 «О статусе и границах муниципальных образований Республики Дагестан».
В 2014 году сельсовет «Дучинский» переименован (как и входящие в состав сельского поселения населённые пункты) распоряжением Правительства Российской Федерации от 5 декабря 2014 г. № 2469-р в сельсовет «Барчхойотарский». Название сельсовет Дучинский получило сельское поселение, образованное в Новострое.

## Население
| 2002  | 2010  | 2012  | 2013  | 2014  | 2015  | 2016  |
| ----- | ----- | ----- | ----- | ----- | ----- | ----- |
| 845   | ↗1555 | ↗1620 | ↗1667 | ↗1715 | ↗1752 | ↗1793 |
| 2017  | 2018  | 2019  | 2020  | 2021  | 2023  | 2024  |
| ↗1810 | ↗1834 | ↗1845 | ↗1859 | ↘876  | ↗1003 | ↗1066 |
| 2025  |       |       |       |       |       |       |
| ↗1095 |       |       |       |       |       |       |

## Состав сельского поселения
| № | Населённый пункт              | Тип населённого пункта       | Население |
| - | ----------------------------- | ---------------------------- | --------- |
| 1 | Барчхойотар (бывшее Ницовкра) | село                         | ↘332      |
| 2 | Зориотар (бывшее Дучи)        | село, административный центр | ↘544      |